# Dzień i noc (film 1946)
Dzień i noc (ang. Night and Day) – amerykański film muzyczny z 1946 roku.
Film jest fabularyzowaną biografią kompozytora Cole Portera. Obejmuje ona lata od 1910 do 1940 roku. Film pomija jednak wiele istotnych elementów z jego życiorysu, m.in. homoseksualność artysty.

## Obsada
- Selena Royle – Kate Porter
- Cary Grant – Cole Porter
- Victor Francen – Anatole Giron
- Alexis Smith – Linda Lee Porter
- Alan Hale – Leon Dowling
- Jane Wyman – Gracie Harris
- Dorothy Malone – Nancy
- Eve Arden – Gabrielle
- Tom D’Andrea – Bernie
- Donald Woods – Ward Blackburn
- Mary Martin – ona sama
- Henry Stephenson – Omar Cole